# Marquesado de Caracena del Valle
El Marquesado de Caracena del Valle es un título nobiliario español creado por el rey Felipe III el 12 de febrero de  1606 a favor de Juan Alonso de Sandoval, señor de Caracena del Valle.
Su denominación hace referencia al municipio de Caracena del Valle en la provincia de Cuenca.

## Nota
Este "Marquesado de Caracena del Valle" es independiente y sin ninguna relación con el Marquesado de Caracena (1643) creado por el rey Felipe IV en 1643 a favor de José Castejón, quién fue su único titular. Tampoco tiene relación con el Marquesado de Caracena (1624), ambos caducados.

## Marqueses de Caracena del Valle
|                         | Titular                                             | Periodo                 |
| Creación por Felipe III | Creación por Felipe III                             | Creación por Felipe III |
| ----------------------- | --------------------------------------------------- | ----------------------- |
| I                       | José Alonso de Sandoval                             | 1606-                   |
| II                      | Rosa de Sandoval y Pacheco                          |                         |
| III                     | Isidora de Sandoval y Sandoval                      |                         |
| IV                      | Antonio Urbina y Sandoval                           |                         |
| V                       | Antonio Alejandro de Samano Urbina y Teves          | ? -1746                 |
| VI                      | María del Pilar Fausta de Sámano Urbina y Velandias |                         |
| VII                     | Joaquín Félix de Samaniego Urbina y Pizarro         | 1799-1844               |
| VIII                    | Joaquín de la Cruz de Samaniego y Pizarro           | 1844-1857               |
| IX                      | Joaquina de Samaniego y Lassús                      |                         |
| X                       | María de la Concepción de Valenzuela y Samaniego    | 1928-1950               |
| XI                      | María de los Ángeles de Fontagud y Valenzuela       | 1952-1955               |
| XII                     | Carlos Vázquez de Parga y Rojí                      | 1969-1994               |
| XIII                    | Manuel Vázquez de Parga y Rojí                      | 1994-2000               |
| XIV                     | María Vázquez de Parga y Andrade                    | 2002-actual titular     |

## Historia de los marqueses de Caracena del Valle
- Juan Alonso de Sandoval, I marqués de Caracena del Valle.

Le sucedió su hija:
- Rosa de Sandoval y Pacheco, II marquesa de Caracena del Valle.

1. Casó con Antonio de Sandoval y Araujo.

Le sucedió su hija:
- Isidora de Sandoval y Sandoval, III marquesa de Caracena del Valle.

1. Casó con Antonio José de Sámano Urbina y Guerrero, III marqués de Villabenázar.
2. Casó con Bernardo de Sandoval y Sandoval, conde de la Ventosa.

Le sucedió, de su primer matrimonio, su hijo:
- Antonio de Sámano Urbina y Sandoval, IV marqués de Caracena del Valle, IV marqués de Villabenázar.

1. Casó con Andrea María de Tebes Villamizar Tovar y Osorio, II marquesa de Valverde de la Sierra.

Le sucedió su hijo:
- Antonio Alejandro de Sámano Urbina y Tebes (1713-1745), V marqués de Caracena del Valle, V marqués de Villabenázar.

1. Casó en 1740 con María Antonia de Velandia y Araciel, VI marquesa de Tejada de San Llorente, natural de Medina del Campo.

Le sucedió su hija:
- María del Pilar Fausta de Sámano Urbina y Velandia, VI marquesa de Caracena del Valle, VIII marquesa de Villabenázar, III marquesa de Valverde de la Sierra.

1. Casó con Manuel de Samaniego y Pizarro, IV marqués de Monte Real, IV vizconde de la Armería.

Le sucedió, en 1799, su hijo: 
- Joaquín Félix de Samaniego Urbina y Pizarro (1769-1844)], VII marqués de Caracena del Valle, IX marqués de Villabenázar, IV marqués de Valverde de la Sierra, V marqués de Monte Real, VII marqués de Tejada de San Llorente, II conde de Casa Trejo, VIII vizconde de la Armería.

1. Casó con Teresa Godoy y Carvajal X condesa de Torrejón (originariamente Torejón el Rubio).
2. Casó con Narcisa de Asprer y Canal.

Le sucedió su hijo:
- Joaquín de la Cruz de Samaniego y Pizarro (1792-1857), VIII marqués de Caracena del Valle, X marqués de Villabenázar, XI conde de Torrejón el Rubio, V marqués de Valverde de la Sierra, VI marqués de Monte Real, VIII marqués de Tejada de San Llorente, III conde de Casa Trejo, Coronel de Reales Guardias Españolas, Senador vitalicio del Reino, caballero Gran Cruz de Carlos III y Gentilhombre de Cámara de S.M. con ejercicio y servidumbre. Nació en Madrid el 14 de septiembre de 1792, en su casa de la plazuela de Santiago, fue bautizado en esta iglesia el mismo día, y finó en la misma corte, colación de San Luis, el 3 de octubre de 1857.

1. Contrajo matrimonio secreto en Madrid el 8 de mayo de 1839 con María Juana de Lassús y Vallés, dama noble de María Luisa, que era dos veces viuda. Había casado en primeras nupcias con José Antonio Pérez, Oficial de Correos de Sevilla que murió en 1823 combatiendo a los franceses en la Batalla de Trocadero. Y en segundas con Ildefonso de Valenzuela y Bernuy, III marqués del Puente de la Virgen. Era esta señora natural de Cádiz, fue bautizada en San Antonio el 27 de abril de 1805 y falleció el 3 de febrero de 1880 en su casa de la calle de las Infantas n.º 42 de Madrid. Hija de Juan Lassús y Perié, vicecónsul de Francia en Sevilla, natural de Nay en Aquitania, y de Juana de Dios Vallés e Iglesias, nacida en Cádiz.

Le sucedió, en 1858, su hija:
- Joaquina de Samaniego y Lassús (n. en 1846), IX marquesa de Caracena del Valle.

Le sucedió, en 1928, su hija:
- María de la Concepción de Valenzuela y Samaniego (1867-1946), X marquesa de Caracena del Valle,  VII marquesa de Valverde de la Sierra, XV condesa de Torrejón, grande de España, VIII de Monte Real y VII de Puente de la Virgen. Natural de Madrid, fue bautizada en la parroquial de San Luis Obispo el 17 de febrero de 1867 y falleció en la misma villa, colación de San Ildefonso, el 23 de enero de 1946.

1. Casó en su parroquia natal el 12 de septiembre de 1890 con José María Fontagud y Aguilera, natural de Madrid, bautizado en San José el 4 de mayo de 1867 y finado en Biarritz el 19 de julio de 1939, hijo de José María Fontagud y Gargollo, Senador del Reino, Grandes Cruces de Carlos III e Isabel la Católica, Gentilhombre de Cámara de S.M., y de Matilde de Aguilera y Gamboa, su primera mujer, que era hija del conde de Villalobos, primogénito del marqués de Cerralbo.

Le sucedió, en 1952, su hija:
- María de los Ángeles de Fontagud y Valenzuela (1900-1963), XI marquesa de Caracena del Valle, VIII marquesa de Valverde de la Sierra, VIII marquesa de Puente de la Virgen, XVI condesa de Torrejón, grande de España, IX de Monte Real. Nació el 24 de julio de 1900 en la calle de San Bernardo n.º 76 de Madrid, y fue bautizada el 11 de agosto en los Santos Justo y Pastor, y falleció soltera el 20 de enero de 1963 en su casa de la calle Covarrubias n.º 22 de Madrid.

Le sucedió, en 1969:
- Carlos Vázquez de Parga y Rojí (n. en 1942), XII marqués de Caracena del Valle.

Le sucedió, por cesión, en 1994:
- Manuel Vázquez de Parga y Rojí (1929-2005), XIII marqués de Caracena del Valle, X marqués de Puente de la Virgen,  X marqués de Valverde de la Sierra, X de Tejada de San Llorente y XIII de Villabenázar, XVIII conde de Torrejón y V de Casa Trejo,[2] grande de España, Capitán de Fragata de la Armada, Placa de San Hermenegildo. Nació en El Ferrol el 17 de febrero de 1929 y murió en 2005 (ó 2004). Conservó hasta el fin de sus días los condados de Torrejón y de Casa Trejo y la dignidad de grande de España aneja a aquel.

1. Casó en la parroquial de San Julián del Ferrol el 1.º de julio de 1957 con Ana María Andrade y Rodríguez, nacida en Vegadeo (Asturias) el 14 de junio de 1934, hija de Eduardo Andrade y Sabio, natural de La Coruña, y de Ana Rodríguez Sixto, que lo era de Luarca.

Fueron padres de:
1. 1. Manuel Vázquez de Parga y Andrade, XIX conde de Torrejón, grande de España, y XI marqués de Monte Real,[3] nacido en El Ferrol el 27 de junio de 1958. Casó en Valencia el 18 de marzo de 1989 con Victoria Mestre y de Juan, nacida en Madrid el 21 de junio de 1956, hija de Carlos Mestre Rossi y de Victoria de Juan Fernández, naturales de Madrid. Con descendencia.
  2. Ana María Vázquez de Parga y Andrade, XI marquesa del Puente de la Virgen, nacida en El Ferrol el 22 de octubre de 1960. Casó en Tarragona el 27 de julio de 1985 con Javier Sánchez Icart, Magistrado, nacido en Barcelona el 19 de diciembre de 1955, hijo de Jesús Sánchez Córdoba, Capitán de la Guardia Civil, natural de Valencia, y de Dolores Icart Rosell, nacida en Tarragona. Con descendencia.
  3. Irene María Vázquez de Parga y Andrade, XI marquesa de Valverde de la Sierra.
  4. Patricia Vázquez de Parga y Andrade, XI marquesa de Tejada de San Llorente, nacida en El Ferrol el 16 de junio de 1963. Casó en Tarragona el 24 de abril de 1992 con Josep Andreu, ingeniero industrial, nacido en esta ciudad el 18 de febrero de 1964, hijo de Josep Andreu Mercader y de Francisca Figueras Simó, naturales también de Tarragona. Con posteridad.
  5. María Vázquez de Parga y Andrade, XIV marquesa de Caracena del Valle, nacida en El Ferrol el 12 de septiembre de 1964. Casó en Tarragona el 5 de mayo de 1991 con Álex Chausse Masip, economista, nacido en Tarragona el 28 de diciembre de 1963, hijo de Aimé Chausse, natural de Le Mont-sur-Lausanne (Suiza), y de Monserrat Masip Pamies, nacida en Tarragona. Del matrimonio de Álex y María nace su heredera Natalia Chausse Vázquez de Parga.
  6. María del Carmen Vázquez de Parga y Andrade, XIV marquesa de Villabenázar, nacida en El Ferrol el 22 de enero de 1966. Casó en Tarragona el 28 de octubre de 1989 con Raúl Navarro Roldán, Profesor Titular de Derecho del Trabajo de la Universidad Rovira i Virgili, Subdelegado del Gobierno en Tarragona, Director Provincial del Ministerio de Trabajo y Asuntos Sociales, nacido en Tarragona el 14 de enero de 1963, hijo de Pablo Navarro y de la Morena, natural de Madrid, y de Natividad Roldán Aramburu, nacida en Pamplona. Con sucesión.
  7. María del Pilar Vázquez de Parga y Andrade, VI condesa de Casa Trejo, nacida en El Ferrol el 11 de marzo de 1967. Casó en Tarragona el 14 de mayo de 1994 con Juan Luis Castillo y Castilla, ingeniero industrial, nacido en Tarragona el 27 de marzo de 1967, hijo de Luis Castillo Pecos, natural de Talarrubias (Badajoz), y de Ana Castilla Muñoz, nacida en Puertollano (Ciudad Real). Con prole.
  8. Mónica Vázquez de Parga y Andrade, nacida en El Ferrol el 3 de diciembre de 1969. Casó en Tarragona el 12 de abril de 1997 con Juan Villoria y Charpentier, nacido en París el 25 de enero de 1967, hijo de José Luis Villoria Alonso y de Jacqueline Charpentier. Con posteridad.
  9. Y María de la Concepción Vázquez de Parga y Andrade, nacida en El Ferrol el 31 de enero de 1971. Casó en Tarragona el 1.º de abril de 1995 con Felipe Guspí y Bori, ingeniero industrial, nacido en Valencia el 2 de febrero de 1967, hijo de Ramón Guspí Avellana, natural de Olujas (Lérida), y de María Dolores Bori Lizondo, nacida en Valencia. Con descendencia.

Le sucedió, por cesión en 2000, su hija:
- María Vázquez de Parga y Andrade, XIV marquesa de Caracena del Valle.